# Климат Якутска
Климат Якутска резко континентальный. Он заметно более континентальный, чем климат европейских и азиатских районов России (в частности, Карелии и Западной Сибири), находящихся на той же географической широте.

## Общая характеристика
Якутск — один из самых контрастных по температурному режиму городов мира (годовая амплитуда составляет 102,8 °C), а также самый крупный город в зоне вечной мерзлоты. Годовая норма осадков — чуть более 200 мм , основной их объём приходится на тёплый период. Устойчивый снежный покров наблюдается в среднем 199 суток, максимальная высота покрова 0,51 м.

### Температура воздуха
Средняя температура июля: 19,5 °C.
Абсолютный максимум температуры: +38,4 °C (зарегистрирован 17 июля 2011 года).
Средняя температура января: −38,6 °C.
Абсолютный минимум температуры: −64,4 °C (зарегистрирован 5 февраля 1891 года).
| Максимальная и минимальная среднемесячная температура | Максимальная и минимальная среднемесячная температура | Максимальная и минимальная среднемесячная температура | Максимальная и минимальная среднемесячная температура | Максимальная и минимальная среднемесячная температура | Максимальная и минимальная среднемесячная температура | Максимальная и минимальная среднемесячная температура | Максимальная и минимальная среднемесячная температура | Максимальная и минимальная среднемесячная температура | Максимальная и минимальная среднемесячная температура | Максимальная и минимальная среднемесячная температура | Максимальная и минимальная среднемесячная температура | Максимальная и минимальная среднемесячная температура |
| Месяц                                                 | Янв                                                   | Фев                                                   | Мар                                                   | Апр                                                   | Май                                                   | Июн                                                   | Июл                                                   | Авг                                                   | Сен                                                   | Окт                                                   | Ноя                                                   | Дек                                                   |
| Самый тёплый, °C                                      | −32,0 (1991)                                          | −27,2 (1921)                                          | −10,8 (2017)                                          | −0,1 (2014)                                           | 10,2 (2013)                                           | 20,3 (2021)                                           | 23,1 (2022)                                           | 19,2 (1838)                                           | 10,9 (1983)                                           | −2,5 (1947)                                           | −19,7 (2020)                                          | −30,2 (2013)                                          |
| Самый холодный, °C                                    | −51,4 (1900)                                          | −44,6 (1931)                                          | −29,3 (1840)                                          | −14,9 (1865)                                          | -1,1 (1837)                                           | 10,6 (1830)                                           | 12,9 (1832)                                           | 9,9 (1915)                                            | 1,4 (1830)                                            | −15,7 (1850)                                          | −38,1 (1850)                                          | −48,2 (1862)                                          |
| ----------------------------------------------------- | ----------------------------------------------------- | ----------------------------------------------------- | ----------------------------------------------------- | ----------------------------------------------------- | ----------------------------------------------------- | ----------------------------------------------------- | ----------------------------------------------------- | ----------------------------------------------------- | ----------------------------------------------------- | ----------------------------------------------------- | ----------------------------------------------------- | ----------------------------------------------------- |

### Солнечное сияние
| Солнечное сияние, часов за месяц.                 | Солнечное сияние, часов за месяц.                 | Солнечное сияние, часов за месяц.                 | Солнечное сияние, часов за месяц.                 | Солнечное сияние, часов за месяц.                 | Солнечное сияние, часов за месяц.                 | Солнечное сияние, часов за месяц.                 | Солнечное сияние, часов за месяц.                 | Солнечное сияние, часов за месяц.                 | Солнечное сияние, часов за месяц.                 | Солнечное сияние, часов за месяц.                 | Солнечное сияние, часов за месяц.                 | Солнечное сияние, часов за месяц.                 | Солнечное сияние, часов за месяц.                 |
| Месяц                                             | Янв                                               | Фев                                               | Мар                                               | Апр                                               | Май                                               | Июн                                               | Июл                                               | Авг                                               | Сен                                               | Окт                                               | Ноя                                               | Дек                                               | Год                                               |
| Солнечное сияние, ч                               | 19                                                | 99                                                | 233                                               | 273                                               | 304                                               | 333                                               | 347                                               | 273                                               | 174                                               | 105                                               | 60                                                | 9                                                 | 2228                                              |
| Солнечное сияние за 2011—2020 гг, часов за месяц. | Солнечное сияние за 2011—2020 гг, часов за месяц. | Солнечное сияние за 2011—2020 гг, часов за месяц. | Солнечное сияние за 2011—2020 гг, часов за месяц. | Солнечное сияние за 2011—2020 гг, часов за месяц. | Солнечное сияние за 2011—2020 гг, часов за месяц. | Солнечное сияние за 2011—2020 гг, часов за месяц. | Солнечное сияние за 2011—2020 гг, часов за месяц. | Солнечное сияние за 2011—2020 гг, часов за месяц. | Солнечное сияние за 2011—2020 гг, часов за месяц. | Солнечное сияние за 2011—2020 гг, часов за месяц. | Солнечное сияние за 2011—2020 гг, часов за месяц. | Солнечное сияние за 2011—2020 гг, часов за месяц. | Солнечное сияние за 2011—2020 гг, часов за месяц. |
| Месяц                                             | Янв                                               | Фев                                               | Мар                                               | Апр                                               | Май                                               | Июн                                               | Июл                                               | Авг                                               | Сен                                               | Окт                                               | Ноя                                               | Дек                                               | Год                                               |
| Солнечное сияние, ч                               | 26.2                                              | 108.3                                             | 239.3                                             | 304.4                                             | 301.1                                             | 344.3                                             | 313.8                                             | 255.6                                             | 188.1                                             | 92.4                                              | 73.3                                              | 13.9                                              | 2258.0                                            |
| ------------------------------------------------- | ------------------------------------------------- | ------------------------------------------------- | ------------------------------------------------- | ------------------------------------------------- | ------------------------------------------------- | ------------------------------------------------- | ------------------------------------------------- | ------------------------------------------------- | ------------------------------------------------- | ------------------------------------------------- | ------------------------------------------------- | ------------------------------------------------- | ------------------------------------------------- |

### Осадки, относительная влажность воздуха и облачность
Среднегодовая сумма осадков в Якутске — около 238 мм. Воздух в городе, как правило, сухой, особенно летом. Влажность воздуха за год составляет около 68 %.
| Относительная влажность воздуха | Относительная влажность воздуха | Относительная влажность воздуха | Относительная влажность воздуха | Относительная влажность воздуха | Относительная влажность воздуха | Относительная влажность воздуха | Относительная влажность воздуха | Относительная влажность воздуха | Относительная влажность воздуха | Относительная влажность воздуха | Относительная влажность воздуха | Относительная влажность воздуха | Относительная влажность воздуха |
| Месяц                           | Янв                             | Фев                             | Мар                             | Апр                             | Май                             | Июн                             | Июл                             | Авг                             | Сен                             | Окт                             | Ноя                             | Дек                             | Год                             |
| Влажность воздуха, %            | 75                              | 75                              | 70                              | 61                              | 54                              | 57                              | 61                              | 67                              | 71                              | 77                              | 77                              | 75                              | 68                              |
| ------------------------------- | ------------------------------- | ------------------------------- | ------------------------------- | ------------------------------- | ------------------------------- | ------------------------------- | ------------------------------- | ------------------------------- | ------------------------------- | ------------------------------- | ------------------------------- | ------------------------------- | ------------------------------- |

Нижняя облачность составляет 2,4 балла, общая облачность — 7,6 балла.
| Облачность                | Облачность | Облачность | Облачность | Облачность | Облачность | Облачность | Облачность | Облачность | Облачность | Облачность | Облачность | Облачность | Облачность |
| Месяц                     | Янв        | Фев        | Мар        | Апр        | Май        | Июн        | Июл        | Авг        | Сен        | Окт        | Ноя        | Дек        | Год        |
| Общая облачность, баллов  | 8,7        | 8,0        | 6,3        | 6,6        | 7,7        | 7,4        | 7,2        | 7,0        | 7,3        | 8,1        | 8,1        | 8,6        | 7,6        |
| Нижняя облачность, баллов | 1,6        | 0,9        | 0,4        | 1,6        | 3,4        | 3,6        | 3,3        | 3,5        | 4,1        | 3,8        | 1,0        | 1,4        | 2,4        |
| ------------------------- | ---------- | ---------- | ---------- | ---------- | ---------- | ---------- | ---------- | ---------- | ---------- | ---------- | ---------- | ---------- | ---------- |

| Число ясных, облачных и пасмурных дней при учёте общей облачности | Число ясных, облачных и пасмурных дней при учёте общей облачности | Число ясных, облачных и пасмурных дней при учёте общей облачности | Число ясных, облачных и пасмурных дней при учёте общей облачности | Число ясных, облачных и пасмурных дней при учёте общей облачности | Число ясных, облачных и пасмурных дней при учёте общей облачности | Число ясных, облачных и пасмурных дней при учёте общей облачности | Число ясных, облачных и пасмурных дней при учёте общей облачности | Число ясных, облачных и пасмурных дней при учёте общей облачности | Число ясных, облачных и пасмурных дней при учёте общей облачности | Число ясных, облачных и пасмурных дней при учёте общей облачности | Число ясных, облачных и пасмурных дней при учёте общей облачности | Число ясных, облачных и пасмурных дней при учёте общей облачности | Число ясных, облачных и пасмурных дней при учёте общей облачности |
| Месяц                                                             | Янв                                                               | Фев                                                               | Мар                                                               | Апр                                                               | Май                                                               | Июн                                                               | Июл                                                               | Авг                                                               | Сен                                                               | Окт                                                               | Ноя                                                               | Дек                                                               | Год                                                               |
| Ясных дней                                                        | 1                                                                 | 1                                                                 | 4                                                                 | 3                                                                 | 1                                                                 | 1                                                                 | 1                                                                 | 2                                                                 | 2                                                                 | 1                                                                 | 1                                                                 | 2                                                                 | 20                                                                |
| Облачных дней                                                     | 6                                                                 | 9                                                                 | 16                                                                | 14                                                                | 12                                                                | 14                                                                | 15                                                                | 16                                                                | 12                                                                | 11                                                                | 9                                                                 | 5                                                                 | 140                                                               |
| Пасмурных дней                                                    | 24                                                                | 18                                                                | 11                                                                | 12                                                                | 18                                                                | 15                                                                | 15                                                                | 14                                                                | 15                                                                | 19                                                                | 20                                                                | 24                                                                | 205                                                               |
| ----------------------------------------------------------------- | ----------------------------------------------------------------- | ----------------------------------------------------------------- | ----------------------------------------------------------------- | ----------------------------------------------------------------- | ----------------------------------------------------------------- | ----------------------------------------------------------------- | ----------------------------------------------------------------- | ----------------------------------------------------------------- | ----------------------------------------------------------------- | ----------------------------------------------------------------- | ----------------------------------------------------------------- | ----------------------------------------------------------------- | ----------------------------------------------------------------- |

| Число ясных, облачных и пасмурных дней при учёте нижней облачности | Число ясных, облачных и пасмурных дней при учёте нижней облачности | Число ясных, облачных и пасмурных дней при учёте нижней облачности | Число ясных, облачных и пасмурных дней при учёте нижней облачности | Число ясных, облачных и пасмурных дней при учёте нижней облачности | Число ясных, облачных и пасмурных дней при учёте нижней облачности | Число ясных, облачных и пасмурных дней при учёте нижней облачности | Число ясных, облачных и пасмурных дней при учёте нижней облачности | Число ясных, облачных и пасмурных дней при учёте нижней облачности | Число ясных, облачных и пасмурных дней при учёте нижней облачности | Число ясных, облачных и пасмурных дней при учёте нижней облачности | Число ясных, облачных и пасмурных дней при учёте нижней облачности | Число ясных, облачных и пасмурных дней при учёте нижней облачности | Число ясных, облачных и пасмурных дней при учёте нижней облачности |
| Месяц                                                              | Янв                                                                | Фев                                                                | Мар                                                                | Апр                                                                | Май                                                                | Июн                                                                | Июл                                                                | Авг                                                                | Сен                                                                | Окт                                                                | Ноя                                                                | Дек                                                                | Год                                                                |
| Ясных дней                                                         | 24                                                                 | 24                                                                 | 29                                                                 | 20                                                                 | 11                                                                 | 9                                                                  | 12                                                                 | 11                                                                 | 9                                                                  | 11                                                                 | 24                                                                 | 24                                                                 | 208                                                                |
| Облачных дней                                                      | 5                                                                  | 4                                                                  | 2                                                                  | 9                                                                  | 19                                                                 | 19                                                                 | 18                                                                 | 17                                                                 | 18                                                                 | 16                                                                 | 5                                                                  | 5                                                                  | 137                                                                |
| Пасмурных дней                                                     | 2                                                                  | 1                                                                  | 0                                                                  | 1                                                                  | 2                                                                  | 2                                                                  | 2                                                                  | 3                                                                  | 3                                                                  | 3                                                                  | 1                                                                  | 2                                                                  | 22                                                                 |
| ------------------------------------------------------------------ | ------------------------------------------------------------------ | ------------------------------------------------------------------ | ------------------------------------------------------------------ | ------------------------------------------------------------------ | ------------------------------------------------------------------ | ------------------------------------------------------------------ | ------------------------------------------------------------------ | ------------------------------------------------------------------ | ------------------------------------------------------------------ | ------------------------------------------------------------------ | ------------------------------------------------------------------ | ------------------------------------------------------------------ | ------------------------------------------------------------------ |

### Скорость ветра
Средняя скорость ветра в городе — 1,8 м/с.
| Скорость ветра      | Скорость ветра | Скорость ветра | Скорость ветра | Скорость ветра | Скорость ветра | Скорость ветра | Скорость ветра | Скорость ветра | Скорость ветра | Скорость ветра | Скорость ветра | Скорость ветра | Скорость ветра |
| Месяц               | Янв            | Фев            | Мар            | Апр            | Май            | Июн            | Июл            | Авг            | Сен            | Окт            | Ноя            | Дек            | Год            |
| Скорость ветра, м/с | 0,8            | 0,9            | 1,5            | 2,2            | 2,6            | 2,5            | 2,3            | 2,2            | 2,2            | 1,9            | 1,3            | 1,0            | 1,8            |
| ------------------- | -------------- | -------------- | -------------- | -------------- | -------------- | -------------- | -------------- | -------------- | -------------- | -------------- | -------------- | -------------- | -------------- |

## Характеристика сезонов года

### Зима

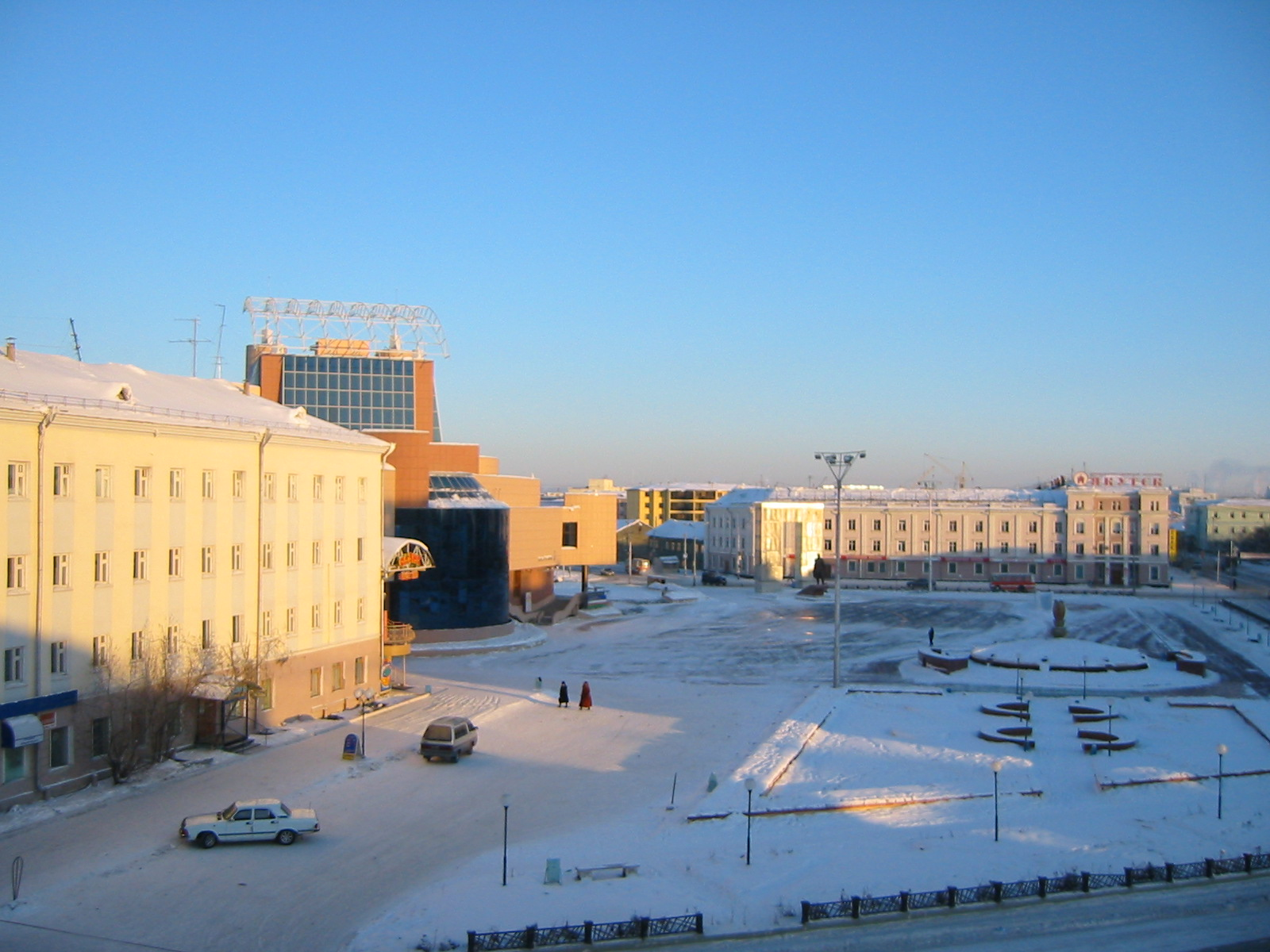
Якутск зимой

Зима в Якутске исключительно сурова, средняя температура января составляет около −40 °C, иногда морозы могут пересекать 60-градусную отметку (хотя последний раз такой мороз был 2 января 1951 года, −60,3 °C). Осадки выпадают редко. Погода в основном ясная, но при температуре ниже -40 °C наблюдается туман.
Зима длится с начала октября до конца апреля. Уже в начале ноября среднесуточная температура ниже −20 °C, а после середины ноября и до самого конца февраля стоит температура ниже −30 °C. Со второй декады ноября, в декабре, январе, феврале и в первой декаде марта оттепели исключены. После середины марта среднесуточная температура поднимается до −20 °C и выше.
Снежный покров устанавливается в первой декаде октября и сходит к середине мая.

### Весна

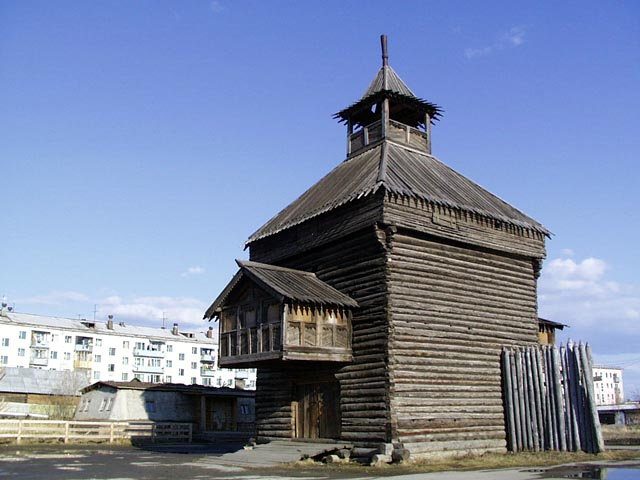
Весенний Якутск

Весна наступает в последние дни апреля. Среднесуточная температура переходит отметку в 0 °C, в среднем, 27 апреля, отметку в 5 °C — 10 мая, а отметку в 10 °C — 24 мая.
В период 15-25 мая обычно наблюдается повышение скорости ветра из-за ледохода на Лене.

### Лето

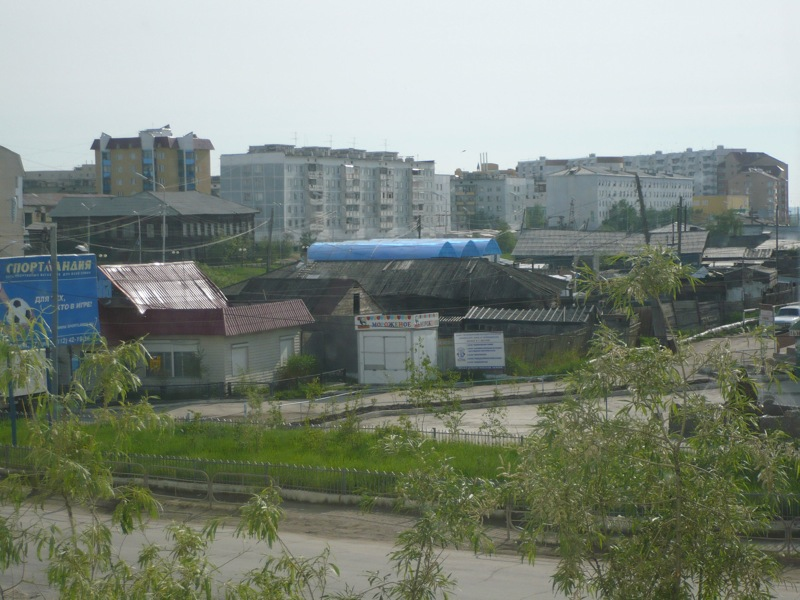
Лето в Якутске

Летняя погода устанавливается, в среднем, 10 июня, когда среднесуточная температура превышает 15 °C. Летом происходят резкие перепады температур, а суточные колебания весьма значительны - ночью даже в знойный день прохладно, хотя днём преобладает тёплая или жаркая погода. В июле дневная температура часто превышает 30 °C. Вероятность заморозков сохраняется на протяжении всего лета.

### Осень

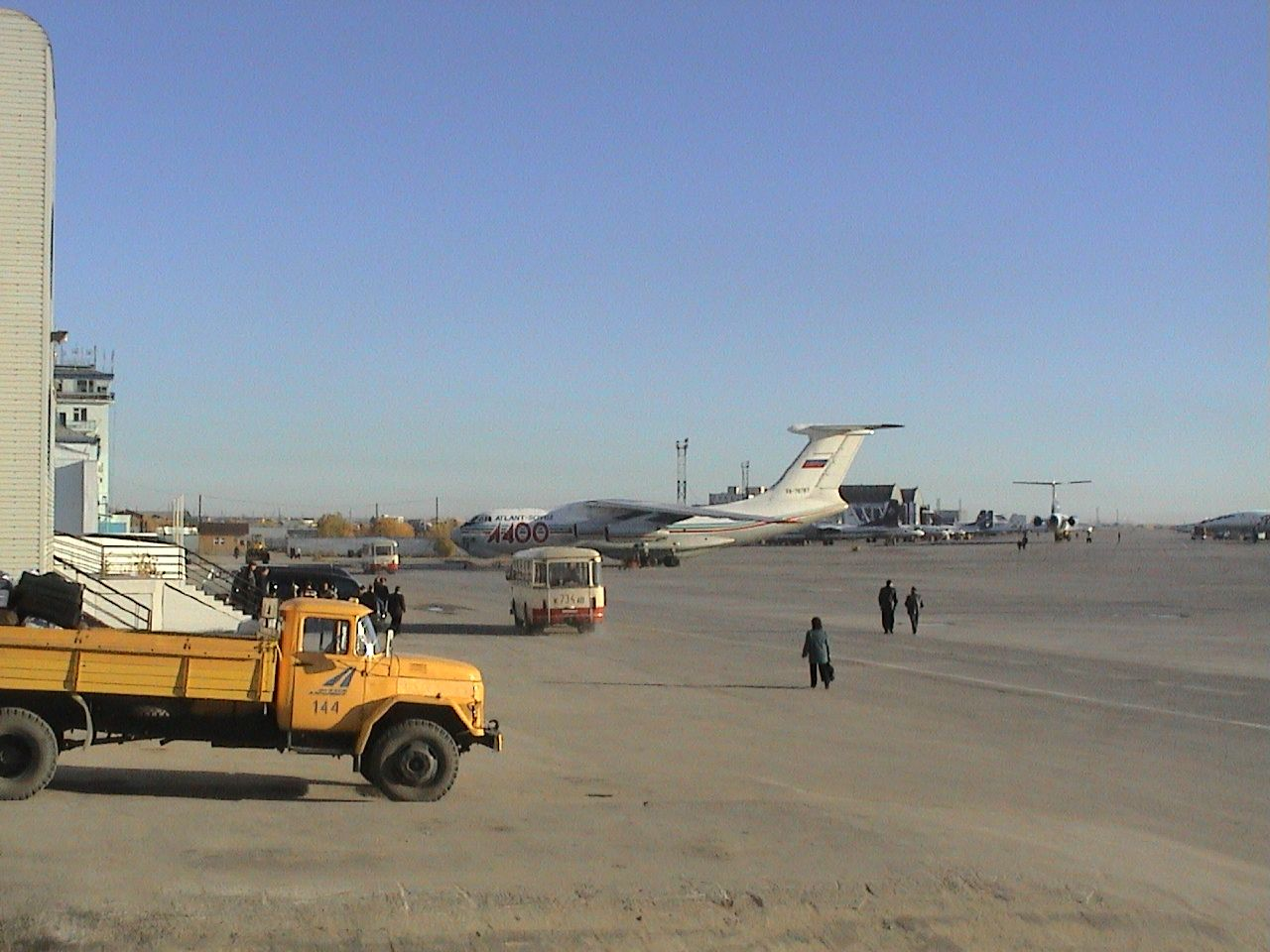
Аэропорт «Якутск» осенью

Осень наступает, в среднем, 18 августа, когда температура опускается ниже 15 °C. 5 сентября температура опускается ниже 10 °C, 19 сентября опускается ниже 5 °C, а 2 октября — ниже 0 °C.
Первые заморозки в воздухе случаются, как правило, в начале — середине сентября.

## Климатограмма
| Показатель                    | Янв.  | Фев.  | Март  | Апр.  | Май   | Июнь | Июль | Авг. | Сен.  | Окт.  | Нояб. | Дек.  | Год   |
| ----------------------------- | ----- | ----- | ----- | ----- | ----- | ---- | ---- | ---- | ----- | ----- | ----- | ----- | ----- |
| Абсолютный максимум, °C       | −5,8  | −2,2  | 8,3   | 21,1  | 31,1  | 35,1 | 38,4 | 35,4 | 27,0  | 18,6  | 3,9   | −3,9  | 38,4  |
| Средний суточный максимум, °C | −35,1 | −28,6 | −12,3 | 1,7   | 13,2  | 22,4 | 25,5 | 21,5 | 11,5  | −3,6  | −23,1 | −34,3 | −3,4  |
| Средняя температура, °C       | −38,6 | −33,8 | −20,1 | −4,8  | 7,5   | 16,4 | 19,5 | 15,2 | 6,1   | −7,8  | −27   | −37,6 | −8,8  |
| Средний суточный минимум, °C  | −41,5 | −38,2 | −27,4 | −11,8 | 1,0   | 9,3  | 13,5 | 8,9  | 1,2   | −12,2 | −31   | −40,4 | −14,1 |
| Абсолютный минимум, °C        | −63   | −64,4 | −54,9 | −41   | −18,1 | −4,5 | −1,5 | −7,8 | −14,2 | −40,9 | −54,5 | −59,8 | −64,4 |
| Норма осадков, мм             | 9     | 8     | 7     | 8     | 20    | 35   | 39   | 37   | 31    | 18    | 16    | 10    | 237   |
| Источник: Погода и климат     |       |       |       |       |       |      |      |      |       |       |       |       |       |

| Месяц, декада           | Янв I | Янв II | Янв III | Фев I | Фев II | Фев III | Мар I | Мар II | Мар III | Апр I | Апр II | Апр III | Май I | Май II | Май III | Июн I | Июн II | Июн III |
| Абсолютный максимум, °C | −5,8  | −14,5  | −11,5   | −9,2  | −2,9   | −2,2    | −0,1  | 3,4    | 8,3     | 16,0  | 17,0   | 21,1    | 23,9  | 29,5   | 31,1    | 32,7  | 35,1   | 35,0    |
| Средняя температура, °C | −39,2 | −38,8  | −37,9   | −36,6 | −33,9  | −30,1   | −25,6 | −20,4  | −14,8   | −9,5  | −4,7   | −0,3    | 3,7   | 7,4    | 11,0    | 14,2  | 16,6   | 18,4    |
| Абсолютный минимум, °C  | −61,7 | −63,0  | −62,6   | −64,4 | −59,6  | −54,9   | −54,9 | −47,6  | −48,0   | −41,0 | −35,4  | −30,0   | −18,1 | −11,4  | −7,8    | −5,4  | −1,5   | −1,1    |
| ----------------------- | ----- | ------ | ------- | ----- | ------ | ------- | ----- | ------ | ------- | ----- | ------ | ------- | ----- | ------ | ------- | ----- | ------ | ------- |

| Месяц, декада           | Июл I | Июл II | Июл III | Авг I | Авг II | Авг III | Сен I | Сен II | Сен III | Окт I | Окт II | Окт III | Ноя I | Ноя II | Ноя III | Дек I | Дек II | Дек III |
| Абсолютный максимум, °C | 36,2  | 38,4   | 36,8    | 35,4  | 33,8   | 33,9    | 27,0  | 26,7   | 22,1    | 18,6  | 11,3   | 5,6     | 3,9   | −3,4   | −1,0    | −3,9  | −10,2  | −5,3    |
| Средняя температура, °C | 19,5  | 19,9   | 19,1    | 17,6  | 15,5   | 12,8    | 9,7   | 6,2    | 2,4     | −1,9  | −7,2   | −13,9   | −21,2 | −27,4  | −32,2   | −35,6 | −37,9  | −39,0   |
| Абсолютный минимум, °C  | −1,5  | 0,2    | −0,3    | −0,9  | −2,1   | −7,8    | −7,6  | −11,1  | −14,2   | −20,0 | −29,2  | −40,9   | −47,6 | −52,6  | −54,5   | −56,2 | −58,7  | −59,8   |
| ----------------------- | ----- | ------ | ------- | ----- | ------ | ------- | ----- | ------ | ------- | ----- | ------ | ------- | ----- | ------ | ------- | ----- | ------ | ------- |

## Изменение климата
| Показатель                                       | Янв. | Фев.  | Март | Апр. | Май | Июнь | Июль | Авг. | Сен. | Окт. | Нояб. | Дек.  | Год  |
| ------------------------------------------------ | ---- | ----- | ---- | ---- | --- | ---- | ---- | ---- | ---- | ---- | ----- | ----- | ---- |
| Средняя температура, °C                          | −40  | −35,8 | −22  | −6   | 6,6 | 15,4 | 18,7 | 15,0 | 6,0  | −8,4 | −28,6 | −37,5 | −9,9 |
| Источник: Северо-Евразийский Климатический Центр |      |       |      |      |     |      |      |      |      |      |       |       |      |

| Показатель                                        | Янв. | Фев.  | Март  | Апр. | Май | Июнь | Июль | Авг. | Сен. | Окт. | Нояб. | Дек. | Год  |
| ------------------------------------------------- | ---- | ----- | ----- | ---- | --- | ---- | ---- | ---- | ---- | ---- | ----- | ---- | ---- |
| Средняя температура, °C                           | −39  | −34,5 | −21,3 | −5,4 | 7,3 | 15,9 | 19,0 | 15,0 | 6,4  | −8   | −27,6 | −38  | −9,3 |
| Источник: Погода и климат (данные заархивированы) |      |       |       |      |     |      |      |      |      |      |       |      |      |

| Показатель                                       | Янв.  | Фев. | Март  | Апр. | Май | Июнь | Июль | Авг. | Сен. | Окт. | Нояб. | Дек.  | Год  |
| ------------------------------------------------ | ----- | ---- | ----- | ---- | --- | ---- | ---- | ---- | ---- | ---- | ----- | ----- | ---- |
| Средняя температура, °C                          | −37,5 | −33  | −20,6 | −5   | 7,3 | 16,1 | 19,4 | 15,1 | 6,7  | −7,7 | −25,8 | −36,8 | −8,9 |
| Источник: Северо-Евразийский Климатический Центр |       |      |       |      |     |      |      |      |      |      |       |       |      |

| Показатель                | Янв.  | Фев.  | Март  | Апр. | Май | Июнь | Июль | Авг. | Сен. | Окт. | Нояб. | Дек. | Год  |
| ------------------------- | ----- | ----- | ----- | ---- | --- | ---- | ---- | ---- | ---- | ---- | ----- | ---- | ---- |
| Средняя температура, °C   | −36,5 | −32,4 | −19,5 | −4,6 | 8,2 | 16,4 | 19,5 | 15,2 | 7,2  | −6,5 | −25   | −35  | −8,7 |
| Источник: Погода и климат |       |       |       |      |     |      |      |      |      |      |       |      |      |

| Показатель                | Янв.  | Фев.  | Март  | Апр. | Май | Июнь | Июль | Авг. | Сен. | Окт. | Нояб. | Дек. | Год |
| ------------------------- | ----- | ----- | ----- | ---- | --- | ---- | ---- | ---- | ---- | ---- | ----- | ---- | --- |
| Средняя температура, °C   | −36,9 | −32,9 | −19,1 | −3,7 | 8,0 | 17,0 | 19,9 | 15,6 | 6,4  | −6,9 | −25,9 | −37  | −8  |
| Источник: Погода и климат |       |       |       |      |     |      |      |      |      |      |       |      |     |

| Среднемесячная температура последних лет | Среднемесячная температура последних лет | Среднемесячная температура последних лет | Среднемесячная температура последних лет | Среднемесячная температура последних лет | Среднемесячная температура последних лет | Среднемесячная температура последних лет | Среднемесячная температура последних лет | Среднемесячная температура последних лет | Среднемесячная температура последних лет | Среднемесячная температура последних лет | Среднемесячная температура последних лет | Среднемесячная температура последних лет | Среднемесячная температура последних лет | Среднемесячная температура последних лет | Среднемесячная температура последних лет | Среднемесячная температура последних лет |  |
| Месяц                                    | Янв                                      | Фев                                      | Мар                                      | Апр                                      | Май                                      | Июн                                      | Июл                                      | Авг                                      | Сен                                      | Окт                                      | Ноя                                      | Дек                                      | Год                                      | Откл. от нормы                           | Абс. мин.                                | Абс. макс.                               |  |
| 2005 год, °C                             | −39,5                                    | −35,2                                    | −21,1                                    | −0,8                                     | 8,6                                      | 17,5                                     | 18,8                                     | 13,9                                     | 9,4                                      | −8,8                                     | −20,3                                    | −35,1                                    | −7,6                                     | +1,2                                     | -48,3                                    | 32,2                                     |  |
| 2006 год, °C                             | −42,9                                    | −35,4                                    | −21,1                                    | −3,7                                     | 7,4                                      | 17,3                                     | 18,7                                     | 15,9                                     | 7,0                                      | −8,3                                     | −25,4                                    | −35,4                                    | −8,8                                     | 0                                        | −52,1                                    | 32,5                                     |  |
| 2007 год, °C                             | −34,0                                    | −36,5                                    | −18,6                                    | −1,7                                     | 9,0                                      | 16,5                                     | 16,7                                     | 16,7                                     | 7,0                                      | −4,9                                     | −25,6                                    | −32,5                                    | −7,3                                     | +1,5                                     | −45,6                                    | 32,0                                     |  |
| 2008 год, °C                             | −37,7                                    | −31,0                                    | −13,2                                    | −5,8                                     | 9,7                                      | 19,5                                     | 20,4                                     | 16,7                                     | 5,5                                      | −3,7                                     | −26,5                                    | −40,0                                    | −7,2                                     | +1,6                                     | −48,2                                    | 34,6                                     |  |
| 2009 год, °C                             | −34,0                                    | −37,2                                    | −18,8                                    | −3,3                                     | 7,6                                      | 19,5                                     | 20,6                                     | 15,2                                     | 7,8                                      | −5,3                                     | −28,7                                    | −36,1                                    | −7,7                                     | +1,1                                     | −44,1                                    | 33,2                                     |  |
| 2010 год, °C                             | −36,7                                    | −33,5                                    | −20,4                                    | −4,7                                     | 9,7                                      | 16,8                                     | 21,9                                     | 16,2                                     | 5,5                                      | −7,8                                     | −22,7                                    | −37,1                                    | −7,7                                     | +1,1                                     | −49,3                                    | 35,4                                     |  |
| 2011 год, °C                             | −36,5                                    | −35,1                                    | −15,4                                    | −2,2                                     | 9,5                                      | 16,1                                     | 22,5                                     | 17,4                                     | 3,8                                      | −5,1                                     | −26,5                                    | −36,1                                    | −7,3                                     | +1,5                                     | −48,9                                    | 38,4                                     |  |
| 2012 год, °C                             | −34,6                                    | −33,4                                    | −22,3                                    | −4,4                                     | 9,6                                      | 19,3                                     | 21,0                                     | 14,5                                     | 8,2                                      | −7,4                                     | −28,6                                    | −35,5                                    | −7,7                                     | +1,1                                     | −50,3                                    | 33,5                                     |  |
| 2013 год, °C                             | −40,2                                    | −33,3                                    | −20,0                                    | −3,0                                     | 10,2                                     | 17,6                                     | 18,6                                     | 16,0                                     | 6,0                                      | −5,2                                     | −24,8                                    | −30,2                                    | −7,3                                     | +1,5                                     | −47,4                                    | 32,5                                     |  |
| 2014 год, °C                             | −41,4                                    | −32,0                                    | −16,2                                    | −0,1                                     | 9,8                                      | 17,3                                     | 20,0                                     | 16,2                                     | 5,6                                      | −8,2                                     | −25,3                                    | −38,3                                    | −7,7                                     | +1,1                                     | −48,2                                    | 35,0                                     |  |
| 2015 год, °C                             | −33,8                                    | −27,7                                    | −16,2                                    | −5,4                                     | 7,3                                      | 15,6                                     | 20,4                                     | 17,1                                     | 5,6                                      | −7,1                                     | −24,6                                    | −34,3                                    | −6,9                                     | +1,9                                     | −44,3                                    | 35,0                                     |  |
| 2016 год, °C                             | −34,8                                    | −35,0                                    | −14,8                                    | −0,1                                     | 7,6                                      | 16,0                                     | 18,1                                     | 13,4                                     | 6,9                                      | −7,4                                     | −26,5                                    | −36,9                                    | −7,8                                     | +1,0                                     | −47,9                                    | 32,1                                     |  |
| 2017 год, °C                             | −33,8                                    | −31,1                                    | −10,8                                    | −0,6                                     | 6,6                                      | 18,8                                     | 19,4                                     | 17,6                                     | 7,5                                      | −6,9                                     | −29,0                                    | −38,4                                    | −6,7                                     | +2,1                                     | −45,9                                    | 35,0                                     |  |
| 2018 год, °C                             | −37,1                                    | −32,9                                    | −20,7                                    | −2,5                                     | 9,7                                      | 17,3                                     | 20,2                                     | 16,8                                     | 6,2                                      | −4,0                                     | −23,1                                    | −33,5                                    | −7,0                                     | +1,8                                     | −47,3                                    | 36,1                                     |  |
| 2019 год, °C                             | −35,7                                    | −30,4                                    | −17,6                                    | −1,1                                     | 9,0                                      | 19,2                                     | 19,3                                     | 15,8                                     | 7,0                                      | -4,5                                     | -23,8                                    | -38,2                                    | -6,8                                     | +2,0                                     | -46,2                                    | 33,8                                     |  |
| 2020 год, °C                             | −32,2                                    | −28,1                                    | −16,2                                    | -1,8                                     | 9,2                                      | 19,1                                     | 21,1                                     | 14,0                                     | 9,1                                      | -6,8                                     | -19,7                                    | -38,5                                    | −5,9                                     | +2,9                                     | −48,7                                    | 36,3                                     |  |
| ---------------------------------------- | ---------------------------------------- | ---------------------------------------- | ---------------------------------------- | ---------------------------------------- | ---------------------------------------- | ---------------------------------------- | ---------------------------------------- | ---------------------------------------- | ---------------------------------------- | ---------------------------------------- | ---------------------------------------- | ---------------------------------------- | ---------------------------------------- | ---------------------------------------- | ---------------------------------------- | ---------------------------------------- |  |
| 2021 год, °С                             | −44,5                                    | −32,6                                    | −18,3                                    | −6,2                                     | 9,7                                      | 20,3                                     | 21,5                                     | 17,4                                     | 7,2                                      | -2,9                                     | -21,1                                    | -38,2                                    | -7,3                                     | +1,5                                     | -51,2                                    | 35,4                                     |  |
| 2022 год, °С                             | -35,9                                    | -30,2                                    | -17,4                                    | -3,0                                     | 6,8                                      | 20,1                                     | 23,1                                     | 15,5                                     | 5,1                                      | -2,8                                     | -26,2                                    | -37,4                                    | -6,9                                     | +1,9                                     | -48,7                                    | 35,0                                     |  |
| 2023 год, °С                             | -43,8                                    | -33,7                                    | -16,3                                    | -4,3                                     | 7,2                                      | 18,3                                     | 20,3                                     | 16,7                                     | 5,3                                      | -3,4                                     | -22,2                                    | -37,2                                    | -7,9                                     | +0,9                                     | -51,9                                    | 35,5                                     |  |
| 2024 год, °С                             | -38,5                                    | -33,0                                    | -17,5                                    | -3,6                                     | 9,2                                      | 18,0                                     | 20,4                                     | 15,2                                     | 5,9                                      | -6,7                                     | -22,0                                    | -32,4                                    | -7,1                                     | +1,7                                     | -47,2                                    | 32,2                                     |  |
| 2025 год, °С                             | -32,8                                    | -29,4                                    | -20,9                                    | -0,4                                     | 9,8                                      |                                          |                                          |                                          |                                          |                                          |                                          |                                          |                                          |                                          |                                          |                                          |  |
| Средние значения                         | -37,4                                    | −32,9                                    | -17,7                                    | −2,9                                     | 8,7                                      | 18,0                                     | 20,2                                     | 15,9                                     | 6,6                                      | -5,8                                     | -24,7                                    | -36,3                                    | -7,3                                     | +1,5                                     | -48,1                                    | 34,3                                     |  |